# Чабар (град)
Чабар је град у Републици Хрватској у Приморско-горанској жупанији. Према попису из 2011. у граду је живело 3.770 становника, а у самом насељу је живело 412 становника.

## Географија
Град Чабар се налази у западној Хрватској, на крајњем северу Приморско-горанске жупаније. Подручје града Чабра у ствари представља подручје бивше општине Чабар која укључује 5 већих насеља бивше општине и то Чабар, Презид, Тршће, Герово и Плешце као и још нека мања мјеста и засеоке.

## Становништво
Према попису становништва из 2001. године на подручју града Чабра има 4.387 становника. Броја становника задњих година стално опада. Разлог за опадање броја становника је слаба географска повезаност и тешки услови живота.

## Попис1991.
На попису становништва 1991. године, насељено место Чабар је имало 597 становника, следећег националног састава:
| Попис 1991.‍  | Попис 1991.‍  | Попис 1991.‍ | Попис 1991.‍ | Попис 1991.‍ |
| ------------ | ------------ | ----------- | ----------- | ----------- |
|              |              |             |             |             |
| Хрвати       | Хрвати       |             | 515         | 86,26%      |
| Словенци     | Словенци     |             | 33          | 5,52%       |
| Југословени  | Југословени  |             | 20          | 3,35%       |
| Срби         | Срби         |             | 9           | 1,50%       |
| Муслимани    | Муслимани    |             | 2           | 0,33%       |
| Мађари       | Мађари       |             | 1           | 0,16%       |
| остали       | остали       |             | 2           | 0,33%       |
| неопредељени | неопредељени |             | 9           | 1,50%       |
| непознато    | непознато    |             | 6           | 1,00%       |
| укупно: 597  |              |             |             |             |

## Историја
Историја града Чабра залази још у римско доба, када је на садашњем мјесту Презид био изграђен римски зид за одбрану од Германа. У средњем веку за Чабар се највише везује име Петра Зринског који је уз Дворац, у Чабру изградио фабрику ексера и шрафова, тј. ковачницу, који су се преко луке у Бакру даље развозили. Што се тиче индустријске револуције, за подручје града Чабра значајан је и Вилим Вилхар, који је на Милановом врху крај Презида израдио једну од првих пилана на парни погон.

## Економија
У граду је развијена дрвна индустрија, као и туризам (посебно зимски спортови)

## Споменици и знаменитости
- Дворац Петра Зринског
- Тунел од Дворца Петра Зринског до Тропетарске стене
- Прва ковачница у Хрватској
- Црква светог Антуна Падованског
- Црква светог Вида
- Стари римски зид Лимес

## Образовање
У граду се налазе две основне школе:
- ОШ „Петар Зрински“
- СШ „Владимир Назор“

## Култура
- Галерија Вилима Свечњака
- Кућа Весел у Президу
- Споменик краљу Томиславу на тргу „Трг краља Томислава“ у Чабру